# Joan Monjo Pons
Pour les articles homonymes, voir Pons.
 (juin 2025).
Si vous disposez d'ouvrages ou d'articles de référence ou si vous connaissez des sites web de qualité traitant du thème abordé ici, merci de compléter l'article en donnant les références utiles à sa vérifiabilité et en les liant à la section « Notes et références ».
Joan Monjo Pons, né le 5 juin 1818 à Port Mahon et mort le 7 juin 1884 à Vilassar de Mar, est un ingénieur mécanicien et pédagogue espagnol.
Une rue à Barcelone, une rue à Arenys de Mar et une place à Vilassar de Mar, commune où se trouve la glyptothèque consacrée à son petit-fils Enric Monjo, lui sont dédiées.

## Biographie
En 1833, la famille de Joan Monjo déménage de Mahón à Arenys de Mar, où son frère Pere a un poste d'instituteur dans l'école publique. Lorsque celui-ci est mort prématurément Joan le remplace. En 1841, il ouvre une école privée où il a a des élèves tels que Fidel Fita, Jaume Català ou Josep Pasqual y Soler.
En 1861, il entame une très étroite collaboration avec Narciso Monturiol dans la construction de son second sous-marin, le Ictíneo II. Cette collaboration est abandonnée en 1868 lorsque fl'entreprise La Navegación Submarina est saisie. Le sous-marin y a été conçu et bâti sous la direction de Monjo en qualité d'architecte naval et il y apporte aussi beaucoup d'idées innovatrices comme ingénieur mécanicien.
Plus tard, en 1869, déjà marié avec Teresa Segura, il est directeur de l'école nautique royale de Arenys de Mar, jusqu'à sa fermeture en 1874 lorsque, pendant la troisième guerre carliste, la mairie de Arenys décide d'y installer un hôpital de sang.
A la fermeture de l'école de Arenys, Monjo décide de monter sa propre école et il choisit Vilassar de Mer parce que c'est l'une des agglomérations ayant le plus grand nombre d'armateurs de la côte catalane, avec quelques chantiers navals actifs. Il achète un terrain et, le 28 janvier 1876, la mairie lui donne la permission de bâtir ce qui sera l'école nautique de Vilassar dont le siège sera un bâtiment, dans la banlieue de la ville, œuvre de l'architecte Riera y Freginals de Arenys, basée sur une idée de Monjo lui-même. Le bâtiment est situé dans la rue de Santa Eulàlia actuelle.

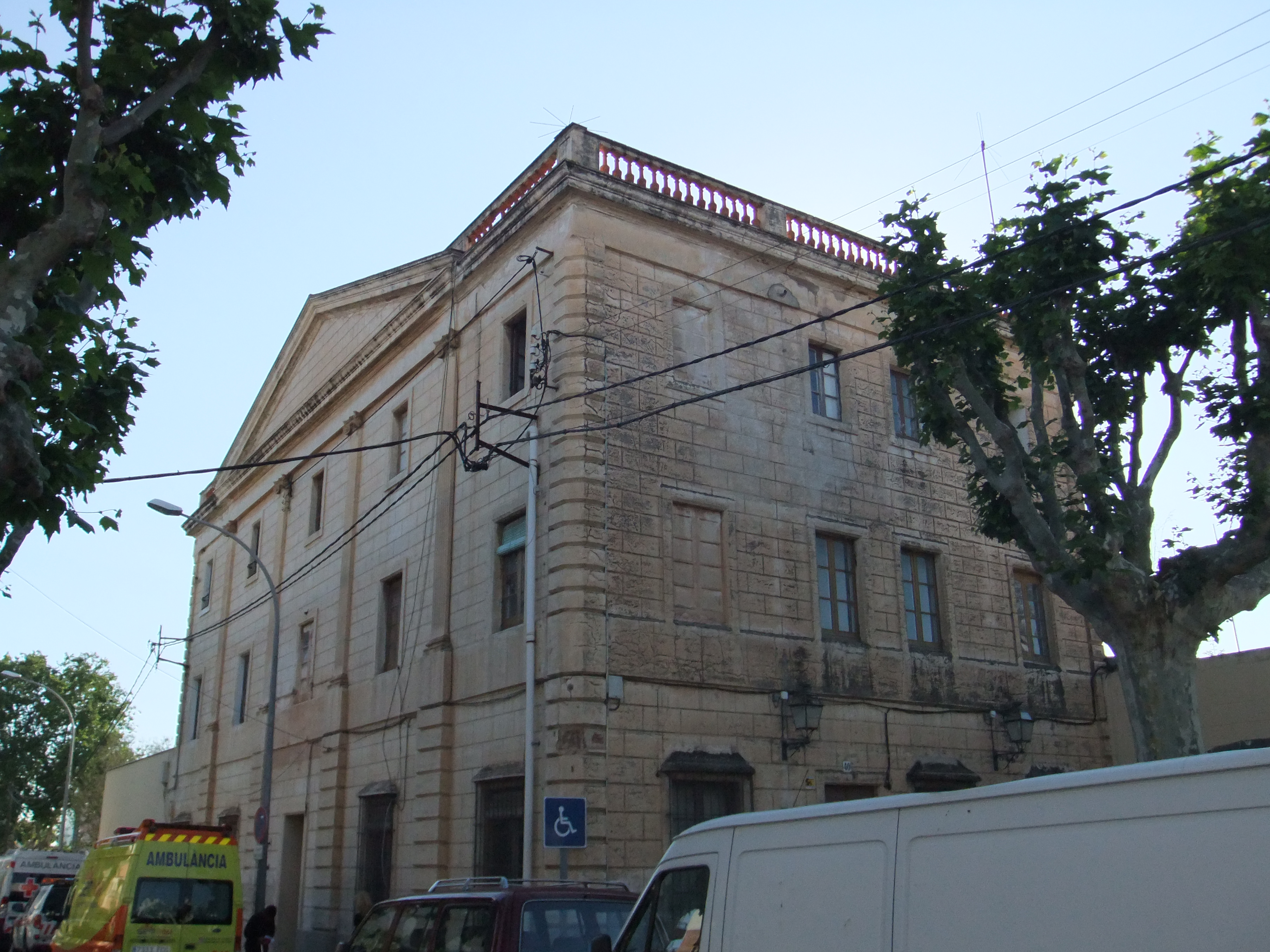
École Nautique Marchande des Monjo, à Vilassar de Mar.

L'école dispose de verger, jardin, gymnase, théâtre, chambres pour les élèves internes, salles à manger, etc. Monjo, aidé au départ par ses deux fils Rafael et Jesús, développe un système d'enseignement très avancé pour l'époque. L'existence du gymnase en est un signe car, à la fin du XIXe siècle, cela n'existe que dans les bons collèges britanniques ou suisses. Durant les mois d'été, les exercices quotidiens de gymnastique sont remplacés par des sorties à la plage pour pratiquer la natation. Les punitions corporelles sont rigoureusement interdites.
Il écrit plusieurs œuvres de caractère technique et académique telles que: Curso Metódico de arquitectura naval aplicada a la construcción de buques mercantes (1856), Cálculo instrumental esplicado sobre la regla calculatoria Gravet-Lenoir  (1862) et Manual de Cálculo Mercantil para los alumnos del colegio de San Juan de Vilasar  (1876).
Il laisse deux manuels inédits, Gramática et Geometría, ainsi qu'une œuvre de caractère plus intime intitulée Sufrimientos morales que me ha causado el Ictíneo publiée à titre posthume (1985). Son Atlas del curso metodico de arquitectura naval est également publié sous forme de facsimilé (1990).

## Œuvres
- Curso Metódico de Arquitectura Naval aplicada a la construcción de buques mercantes, Barcelone 1856.
- Cálculo Instrumental aplicado sobre la regla calculatoria de Gravet-Lenoir,, Barcelone 1862.
- Manual de Cálculo Mercantil para los alumnos del colegio de San Juan de Vilasar, 1876.
- Resolución gráfica de todos los ejemplos contenidos en el Manual de Cálculo Mercantil, Barcelone 1877.
- Manual de Gramática para uso de los alumnos del Colegio de San Juan de Vilasar, manuscrit 1879.
- Manual de Geometría, manuscrit 1880.
- Geografía astronómica, manuscrit.
- Geografía astronómica para señoritas, manuscrit.
- Rudimentos de trazados, manuscrit.
- Rudimentos de Geometría para los menores, manuscrit.
- Copia de las cartas inglesas comerciales, manuscrit.
- Rudimentos de Gramática y verbos irregulares, manuscrit.
- Curso de Aritmética decimal para señoritas, manuscrit.
- Programa de Aritmética y Álgebra, de Geometría y Trigonometría y Curbas y de Física, manuscrit.
- Sufrimientos morales que me ha causado el Ictíneo. Manuscrit publié en 1985 à l'occasion du centenaire de la mort de Narciso Monturiol.
- Atlas del curso metódico de arquitectura naval, facsimilé 1990.